# Црква Светог апостола Јакова (Текискијак)
Црква Светог апостола Јакова је подигнута око 1590. године. 